# Francisco de Miranda

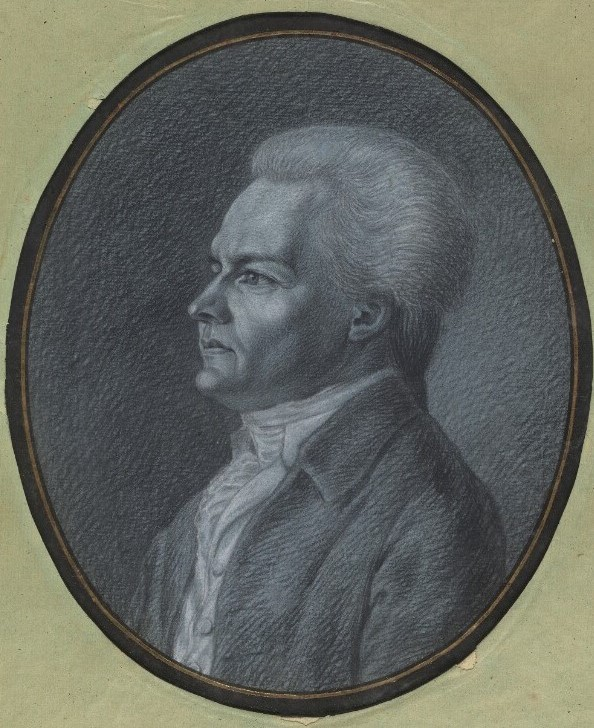
Johann Heinrich Lips (?): Porträt von Francisco de Miranda, 1788 (Österreichische Nationalbibliothek Wien)

Sebastián Francisco de Miranda Rodríguez (* 28. März 1750 in Caracas; † 14. Juli 1816 in Cádiz) war ein spanischer Offizier und Revolutionär. Er setzte sich für die Unabhängigkeit und Vereinigung der spanischen Kolonien im amerikanischen Kontinent ein. Sein Lebenstraum war ein einheitlicher lateinamerikanischer Staat mit dem Namen Kolumbien, benannt nach Christoph Kolumbus. An dessen Spitze sollte nach seinen Vorstellungen ein vom Volk gewählter Kaiser stehen, der den Titel Inka tragen sollte, in Anlehnung an die Herrscher der indianischen Inka. Der Inka sollte wiederum von einem Zweikammerparlament nach US-amerikanischem Vorbild kontrolliert werden. Obwohl seine eigenen Bestrebungen ohne Erfolg waren, gilt Miranda als Wegbereiter Simón Bolívars, der die spanische Herrschaft in Südamerika letztlich beendete.

## Leben

### Elternhaus
Miranda wurde am 28. März 1750 in Caracas geboren und wuchs dort auf. Seine Mutter war Doña Francisca Antonia Rodríguez de Espinosa. Sein Vater Don Sebastián Miranda stammte von den Kanarischen Inseln, einem Teil des europäischen Spaniens. Wie die meisten Spanier, die ihre Heimat vor nicht allzu langer Zeit verlassen hatten, war er nicht Gutsbesitzer, sondern organisierte den Handel zwischen den in Caracas ansässigen Kreolen und dem spanischen Mutterland. Miranda hatte einen jüngeren Bruder, der jedoch ertrank.

### Bildung
An der Universität von Caracas studierte er Latein, Mathematik, verschiedene Sprachen und Kriegsführung. Im Alter von 21 Jahren verließ er Caracas und begab sich nach Madrid. Dort vervollständigte er seine Studien und trat anschließend in den Militärdienst ein.

## Militärische Laufbahn

### Marokko
Am 9. Dezember 1774 erklärte Spanien Marokko den Krieg. Miranda wurde für eine Dauer von sechs Jahren nach Marokko versetzt, um Kampferfahrungen zu sammeln. Zweimal ersuchte er um die Versetzung in seine Heimat. Seinem Ersuchen wurde jedoch erst nach Ende des Krieges im Jahre 1780 stattgegeben.

### Amerikanischer Unabhängigkeitskrieg
In der Schlussphase des Amerikanischen Unabhängigkeitskrieges griffen die Spanier in den Krieg ein. Es gelang ihnen im Jahre 1783 Großbritannien die Stadt Pensácola in Florida und die Bahamas Inseln zu entreißen.
Anfang 1782 bekam Miranda Post aus seiner Heimat Venezuela. Der 32-Jährige stand in Venezuela insbesondere wegen seiner militärischen Erfolge bei der Eroberung von Pensácola in einem guten Ruf. Deshalb unterzeichneten am 24. Februar 1782 drei venezolanische Eliten einen Appell an Miranda, in dem sie ihm die Führungsrolle einer von der kreolischen Schicht getragenen Aufstandsbewegung antrugen. Teile der Oberschicht waren nicht mehr bereit, sich von Repräsentanten der Krone in ihrer Handlungsfreiheit beschneiden zu lassen.
Miranda musste dieses Anliegen jedoch bestenfalls mit gemischten Gefühlen zur Kenntnis genommen haben, da er wegen einer Familienfehde von zwei Unterzeichnern keine gute Meinung hatte. Einer davon war Simón Bolívars Vater. So hielt er vorerst weiter der spanischen Krone die Treue, wiewohl er die Krone durch zweifelhafte Handelsunternehmungen als auch durch zwielichtige Abmachungen mit Großbritannien hinterging.

## Miranda als Revolutionär

### Reise durch die Vereinigten Staaten
Ende 1783 beendete er seine Dienstzeit beim Militär. Er begann eine Reise durch die Vereinigten Staaten. Dort traf er unter anderem mit George Washington, Thomas Paine und Alexander Hamilton zusammen. Auf seiner Reise bildete sich seine Vision eines vereinigten Hispano-Amerikas heraus. Er knüpfte einige Kontakte, bekam aber nicht die Unterstützung, die er sich erhoffte.

### Europäische Zeit
Miranda dokumentierte in seinen Tagebüchern ausführlich die Reisen, die er durch ganz Europa von 1783 bis 1792 unternahm. So besuchte er 1785 die Niederlande, Kur-Hannover, Braunschweig, Preußen, Sachsen, Böhmen, Österreich und Ungarn. Zwischen 1785 und 1786 besuchte er die italienische Halbinsel und das Osmanische Reich. Er verbrachte anschließend lange Zeit am Hof von Katharina der Großen. Als ihm dort keine ausreichende Unterstützung für seine Befreiungspläne gewährt wurde, versuchte er es auch an italienischen Höfen. 1787 reiste er durch die skandinavischen Länder. 1787 und 1788 hielt er sich in Dänemark auf, wo er sich für eine Verbesserung der Situation in den Gefängnissen einsetzte. Im Jahre 1788 besuchte er verschiedene Regionen im Heiligen Römischen Reich, der Niederlande, Belgien, der Schweiz, Norditalien und Frankreich. 1789 und 1790 verweilte er wieder in England.

### Revolutionsgeneral

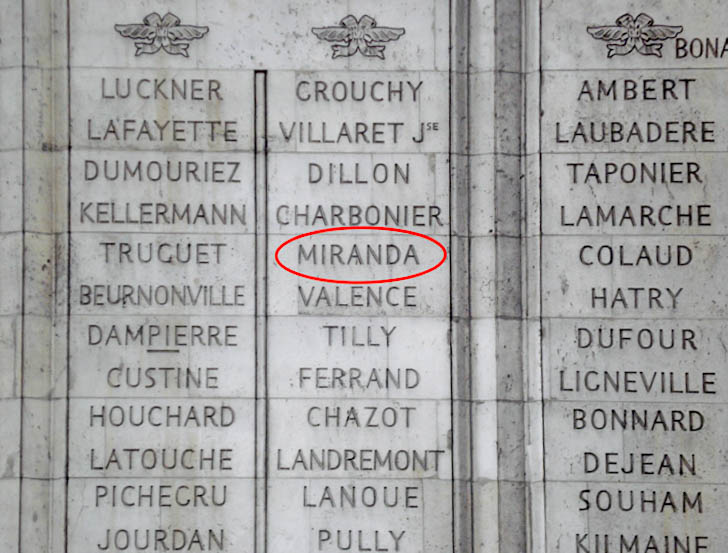
Nennung von Mirandas Namen auf dem Arc de Triomphe in Paris

Schließlich gelangte er 1792 nach Frankreich, wo er am 11. September in die Revolutionsarmee eintrat. Nach der erfolgreichen Abwehr eines preußischen Kontingents durch die Kanonade von Valmy am 20. September wurde er zum General befördert, geriet aber kurz darauf wegen strategischer Fragen bei der Belagerung von Maastricht (1793) und Schlacht bei Neerwinden (1793) mit seinem Vorgesetzten Dumouriez aneinander und wurde inhaftiert, freigesprochen am 16. Mai, aber im Juli wieder inhaftiert. Erst Januar 1795 kam er frei und 1797 begab sich nach England, wo er sich Unterstützung für seine Umsturzpläne erhoffte.
Seine Verdienste wurden später von Frankreich gewürdigt. Sein Name ist auf dem Triumphbogen in Paris in der 4. Spalte verewigt. Er ist der einzige Amerikaner, dessen Name dort erwähnt wird.

### Wartezeit in England
In London verbrachte er viele Jahre seines Lebens, in diese Zeit fällt seine Ehe mit einer Engländerin. Sie hatten zwei Kinder.

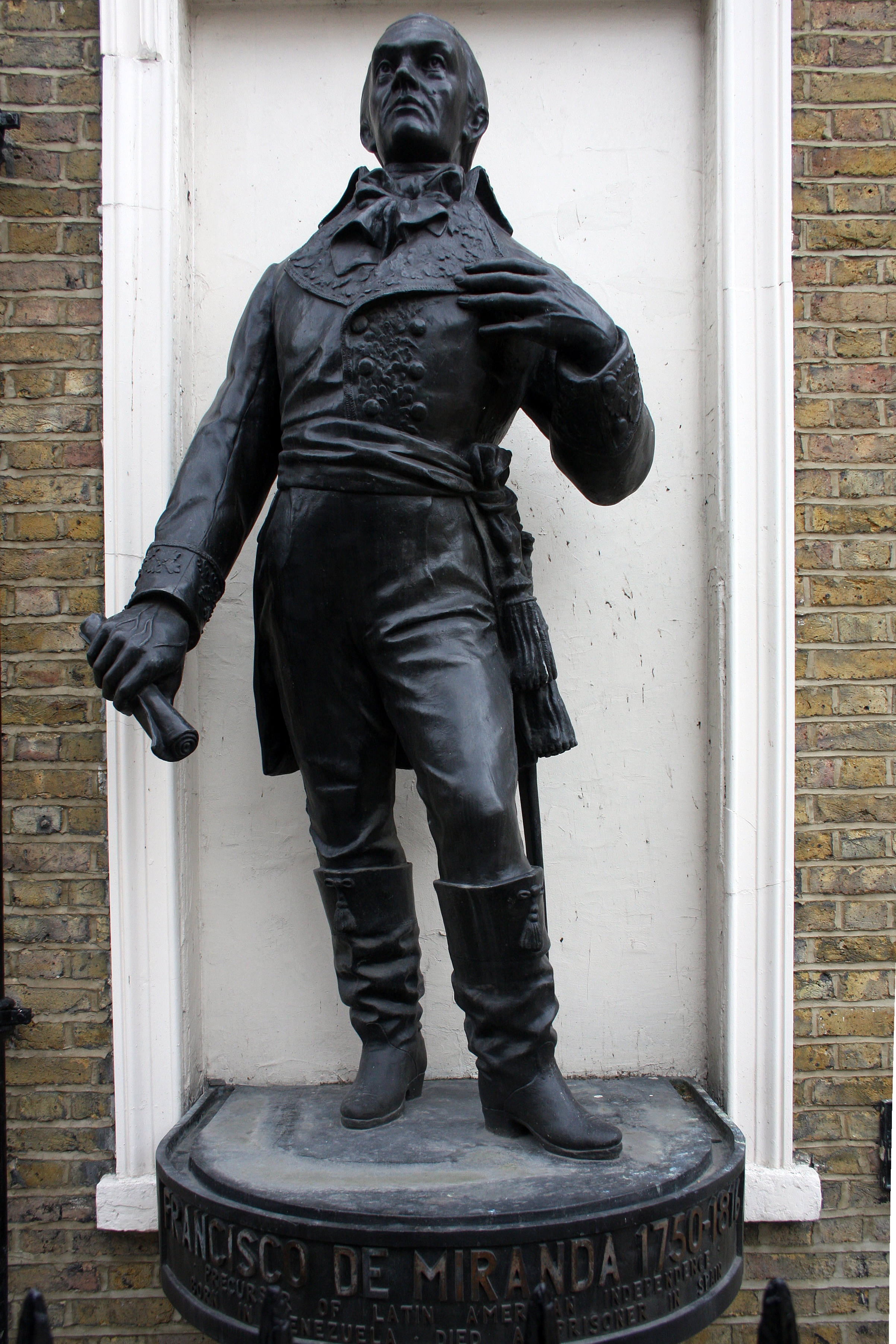
Standbild von Miranda in London

Das Königreich Großbritannien förderte seinerzeit südamerikanische Unabhängigkeitsbestrebungen, weil es sich dadurch ein Erstarken des britischen Handels in diesem Teil der Welt erhoffte. Dies lag möglicherweise auch daran, dass britische Truppen und Ressourcen in Irland gebunden waren. Die britische Regierung setzte die Revolutionäre, die ihr tauglich erschienen, in England fest, um sich ihrer im geeigneten Moment bedienen zu können. Dies war auch das Schicksal Mirandas.
Deswegen fanden „revolutionäre Bittsteller“ aus der neuen Welt immer ein offenes Ohr, jedoch lange Zeit keine handfeste Unterstützung. Während seiner Zeit in London traf de Miranda den jesuitischen Schriftsteller und Vorkämpfer für die lateinamerikanische Unabhängigkeit Juan Pablo Viscardo y Guzmán (1748–1798), dessen wichtige Texte er übersetzte.
Er unterhielt enge Kontakte zum britischen Premierminister William Pitt dem Jüngeren, bekam eine Rente von 1000 Pfund pro Jahr und konnte über den britischen Gouverneur Picton in Trinidad etwas Einfluss auf die Geschehnisse in seiner Heimat Venezuela nehmen. Die Ausreise oder gar logistische oder militärische Unterstützung wurde ihm jedoch lange Zeit nicht gewährt.
Das verbitterte ihn derart, dass er über seine früheren französischen Freunde Reiserecht in das Frankreich Napoleons erwirkte. Seine Bitte um Unterstützung wurde ihm jedoch abgeschlagen. Er selbst wurde aus Frankreich ausgewiesen, wahrscheinlich weil seine freiheitlichen Ansichten nicht mehr mit den Vorstellungen im napoleonischen Frankreich konform waren.
Zurück in London, intensivierte er seine Bemühungen, musste im August 1801 jedoch erkennen, dass er nur als Werkzeug gedient hatte, um den Abschluss des Friedens von Amiens zu sichern. So schrieb er in sein Tagebuch:

„Hier sind wir also England ausgeliefert, das uns an Spanien oder an Frankreich ausliefern wird, was immer seinen Interessen am meisten zusagt. Dabei hatte ich doch bei meiner Ankunft zur Bedingung gemacht, daß wir, könnte England uns nicht helfen, in unsere Heimat reisen sollten, um zu tun, was in unserer Macht stände … Gütiger Himmel, welche Treulosigkeit! Arme Amerikaner, wie wird euer Schicksal in der Welt herumgestoßen!“

Bis 1805 musste er noch warten, dann schien für die britische Diplomatie der Zeitpunkt günstig, um Spanien zu isolieren und die südamerikanischen Kolonien der spanischen Hegemonie zu entreißen.

## Erstes Befreiungsunternehmen
Da das Königreich Britannien zum damaligen Zeitpunkt nicht direkt mit Mirandas Feldzug identifiziert werden wollte, schickte es Miranda mit 8000 Pfund Sterling in die USA, um dort Männer und Waffen für den Kampf zu finden. Gleichzeitig wurde insgeheim die Invasion von Buenos Aires vorbereitet, die später jedoch an der Gegenwehr der Einwohner scheiterte.
Miranda hoffte, in den USA offizielle Unterstützung zu finden. Diese Hoffnung wurde jedoch enttäuscht; er konnte lediglich einige Freiwillige organisieren. Mit drei Schiffen und 150 Mann brach er auf. Einige von ihnen waren verlässliche Freiheitskämpfer, viele jedoch Abenteurer mit schlechter Ausbildung und ohne Kampferfahrung. Die Bewaffnung der Männer war schlecht. Auch baute die Unternehmung darauf auf, die Besatzung der Schiffe als Soldaten einsetzen zu können. Dies konnte jedoch nur mit Erlaubnis des Kapitäns geschehen; ausgerechnet mit diesem geriet Miranda oftmals aneinander, weshalb ihm diese Unterstützung ebenfalls verwehrt wurde.
Nach einem Aufenthalt auf Trinidad landete die Expedition in der Nacht auf den 27. April an der Küste Venezuelas, nicht weit entfernt von Puerto Cabello. Der Versuch scheiterte, zwei Schiffe gingen verloren und sechzig Mann wurden getötet oder gefangen genommen. Miranda zog sich in das britische Grenada zurück.

## Zweites Befreiungsunternehmen
In der Zwischenzeit war der britische Premier Pitt gestorben. Sein Nachfolger William Wyndham Grenville hielt einen allgemeinen Aufstand in Südamerika für wahrscheinlich und wies den Gouverneur an, eine zweite Invasion zu unterstützen.
Am Morgen des 3. August 1806 landete ein Bataillon von 500 Mann dicht bei La Vela de Coro an der offenen Küste an. Die Soldaten nahmen am Folgetag Coro ein. Während der fünf Tage, die Miranda in Coro blieb, versuchte er, seine Landsleute unter dem Banner der Freiheit zu sammeln. Der Versuch scheiterte jedoch. Miranda wurde nicht durch Spaniens Macht, sondern von seinen eigenen Landsleuten vertrieben. Möglicherweise lag das daran, dass er mit dem Leben seines Heimatlandes keine emotionale Bindung mehr hatte, was er selbst in einsichtigen Augenblicken erkannt zu haben scheint. Andererseits stellt der amtliche britische Vertreter William D. Robinson fest:

„Miranda genießt insgeheim die warme Unterstützung jedes rechtschaffenen Kreolen in der Provinz, sobald er mit einer Streitmacht auftritt, die Vertrauen einflößt. Seine Freunde sind enttäuscht, dass er nicht mit zwei- bis dreitausend Mann erschienen ist, was mehr als ausgereicht hätte, um ihn in den Besitz der Hauptstadt zu setzen.“

Miranda erlitt zwar eine persönliche Niederlage, blieb aber hartnäckig. Er setzte sich auf einer Insel fest und wartete auf die britische Unterstützung von 13.000 Soldaten, die in Irland frei geworden waren und eigentlich für seine Operationen zur Verfügung stehen sollten. Alsbald reiste er wieder nach London.
Zu Mirandas Pech wandelte sich die europäische Lage grundlegend. Frankreich hatte im Bündnis mit Spanien Portugal besetzt. Französische Truppen befanden sich in jeder spanischen Stadt. Insgeheim war der Verrat am Verbündeten bereits geplant. Am 10. Mai 1808 wurden der König und sein Erbe zur Abdankung gezwungen. Dies löste einen allgemeinen Aufstand der Spanier aus. Die Briten sahen eine Chance gekommen, ihren Widersacher Napoleon zu bekämpfen, und sandten die 13.000 Mann nicht wie vorgesehen nach Venezuela, sondern nach Spanien. Daraufhin sah Miranda vorerst keine Möglichkeit mehr, das Unternehmen fortzuführen, und blieb in London.

Mirandas gelb-blau-rote Unabhängigkeitsflagge war Vorbild für die heutigen Flaggen Venezuelas (Abbildung), Kolumbiens und Ecuadors

Als Symbol der Emanzipation Südamerikas von Spanien entwarf Miranda 1806 eine gelb-blau-rote Flagge. Diese wurde nach der Unabhängigkeit Venezuelas 1811 zur Nationalflagge erhoben und später auch von Simón Bolívar für Großkolumbien übernommen (mit einem doppelt so breiten gelben Streifen). Die heutigen Nationalflaggen Ecuadors, Kolumbiens und Venezuelas sind jeweils abgewandelte Versionen dieser Flagge.

## Teilnahme an Venezuelas Unabhängigkeitskrieg
Die Ereignisse in Spanien sollten sich als nützlich für Mirandas Bestrebungen erweisen, da sie doch zu weiteren Unabhängigkeitsbewegungen in vielen spanischen Kolonien führten und den militärischen Handlungsradius der spanischen Regierung zum großen Teil auf das europäische Festland beschränkten.

### Solidarität mit Ferdinand VII.
Bis auf einige Angehörige des gehobenen Standes waren die Spanier und Spanischstämmigen beiderseits des Atlantiks nicht mit Napoleons Bruder Joseph Bonaparte als neuem König einverstanden. Spontan wurden Juntas gegründet, die für eine Wiedereinsetzung von Ferdinand VII. kämpften. Zwischenzeitlich sollte die Souveränität auf das Volk übergehen.
Zwei Effekte führten in den Folgejahren dazu, dass die eigentlich auf die Einheit des Königreichs und des Imperiums abzielende Bewegung sich zu einer separatistischen Bewegung wandelte. Zum einen gründeten sich in Spanien mehrere Juntas, jeweils mit dem Anspruch, alle Spanier zu repräsentieren. Dadurch konnten aber die einzelnen Repräsentanten nicht mehr ernst genommen werden. Zum anderen entwickelten sich die Verhältnisse auf dem Schlachtfeld für die Spanier ungünstig und die Juntas verloren an Akzeptanz. Eine Wiedereinsetzung Ferdinands VII. schien immer unwahrscheinlicher. Die Radikalen, mit der Legitimation der französischen Besatzung Spaniens, gewannen in den Kolonien mehr und mehr die Oberhand. Nach dem Vortrag Bolívars am 4. Juli 1811 als Advokat der Sociedad Patriotica vor der in eine Nationalversammlung verwandelten Junta, verkündete diese am 5. Juli 1811 die erste Venezolanische Republik und somit die venezolanische Unabhängigkeit.
Simón Bolívar hatte von jeher unbeirrt radikale Pläne verfolgt. Sein Name sollte sich unauslöschlich in das Gedächtnis des Kontinents einprägen und zum Symbol für dessen Unabhängigkeit und eigener Identität werden. Bolívar war der zukünftige Befreier Südamerikas. Das Leben der beiden Offiziere war seither eng miteinander verbunden. Neben den militärischen und politischen Ambitionen verband Miranda und Bolívar von da an eine tiefe Freundschaft. Da Bolívar jedoch zum damaligen Zeitpunkt keinerlei militärische Fähigkeiten besaß, beschloss er, den Experten Miranda nach Venezuela zu holen, und reiste dafür als offizieller Repräsentant der neuen Regierung nach London.
Miranda kehrte mit ihm nach Venezuela zurück. Seine Heimat betrat er in der Uniform eines französischen Revolutionsgenerals. Allerdings brachte ihm dies anfangs mehr Gegner als Verbündete, da ihn viele für einen radikalen Jakobiner hielten. Vornehmlich die jüngeren Kreolen schlossen ihn als den wahren Führer der wahren Revolution gegen Spanien und als Visionär einer neuen, gleichen und freien Welt ins Herz; die nachdenklicheren Männer hingegen empfanden Unbehagen wegen der ausländischen, jakobinischen Neigungen eines Mannes, der sein Vaterland gar nicht kannte. Er brauchte einige Zeit, um sich in seiner Heimat wieder zu integrieren, begleitet von für ihn schmerzlicher Nichtbeachtung bei Wahlen oder der Vergabe von Posten, doch schließlich wurde er am 28. Juni 1811 gerade wegen seiner Vision für ganz Amerika als Abgeordneter für El Pao zugelassen.
Infolge ernster militärischer Schwierigkeiten wurde er am 24. April 1812 zum Diktator mit dem Titel Generalissimus ernannt.
Der unabhängigen venezolanischen Konföderation waren nie alle Provinzen beigetreten. Seit Beginn der Unabhängigkeit hatte sich die wirtschaftliche Lage ähnlich wie während der Französischen Revolution dramatisch verschlechtert. Mord und Willkür gegenüber scheinbaren Feinden hatten Einzug erhalten. Dem neuen Staat fehlten die Mittel, um Truppen zu unterhalten, und niemand wollte mehr für ihn kämpfen.
Bereits vor Mirandas Aufstieg zum Diktator hatte der spanientreue General Monteverde einen Rückeroberungsfeldzug begonnen. Infolge taktischer Fehler befand er sich jedoch in einer militärisch ungünstigen Lage. Loyalisten kamen ihm aber zur Hilfe, indem sie den für die Föderation wichtigsten Hafen Puerto Cabello, der auch als Munitionsdepot höchste Bedeutung hatte, Simón Bolívars Hand entwanden.
Miranda sah keinen Sinn in der Fortsetzung der Kämpfe; auch hoffte er auf einen milden Frieden, da sich Spanien zu dieser Zeit die liberalste, fortschrittlichste und beste Verfassung gegeben hatte, die Europa bis dahin je gesehen hatte.
Sein Pech war, dass er sich nicht der spanischen Cortes ergab, sondern Monteverde. Dieser dachte auch nicht daran, Venezuela an Spanien zurückzugeben, sondern machte sich, nach napoleonischem Vorbild, selbst zum Herrscher.

## Verrat und Haft

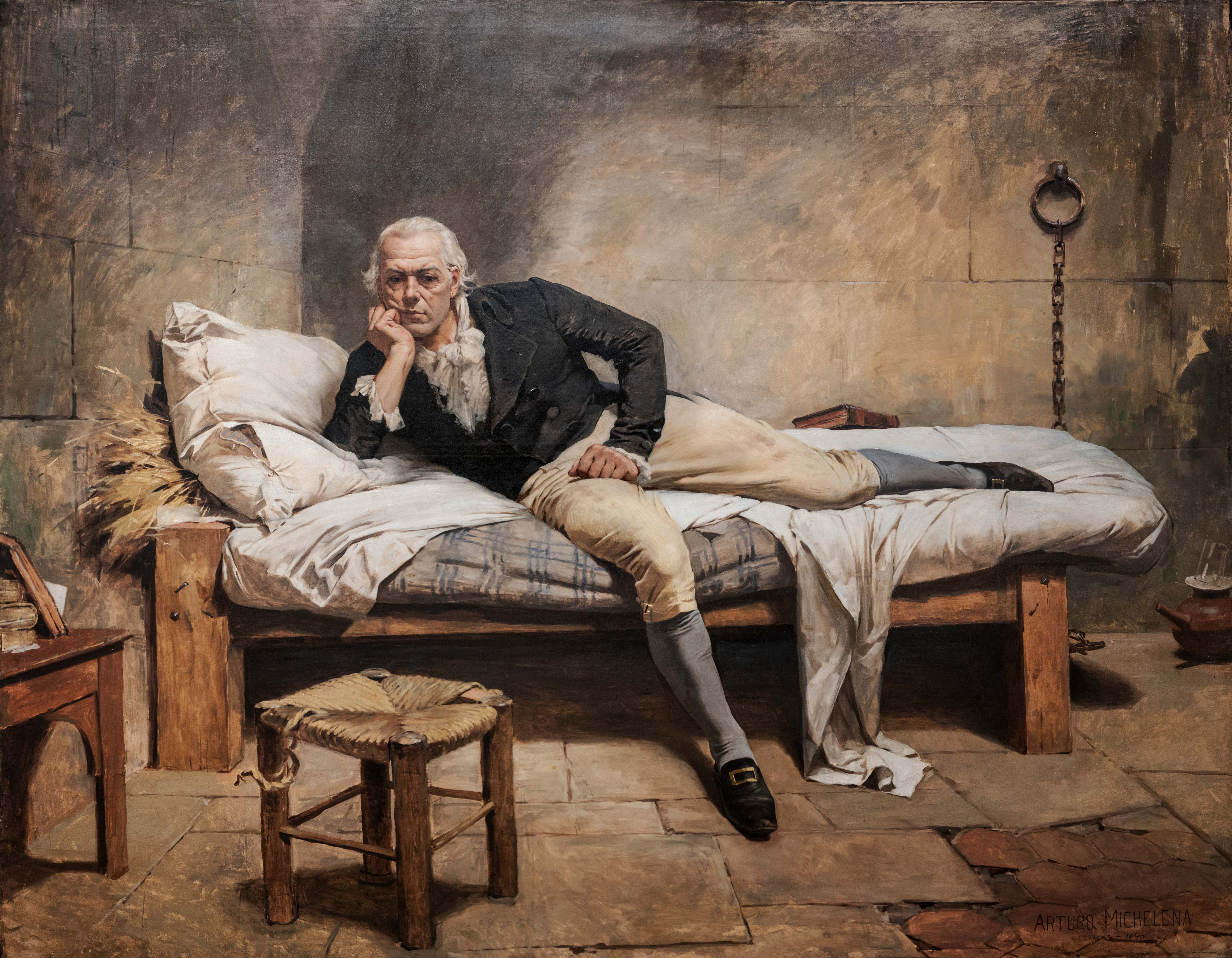
Miranda en La Carraca – Mirandas letzte Tage im Gefängnis von Cádiz, Gemälde von Arturo Michelena, Venezuela, 1896. Öl auf Leinwand – 196,6 × 245,5 cm. Galería de Arte Nacional, Caracas, Venezuela.

Miranda blieb wie vielen Radikalen im Juli 1812 nur noch die Flucht. Sein und Bolívars Gepäck waren bereits auf Schiffen verstaut, als Miranda von seinem Freund Bolívar und zwei weiteren verhaftet und an die Behörden übergeben wurde. Miranda war den spanischen Behörden von Casas, Peña und Bolívar ausgeliefert worden, und zwar unter Begleitumständen, die Monteverde zu der Ansicht führten, dass die drei Männer eine Belohnung verdienten. Casas und Peña durften in Venezuela bleiben, Bolívar erhielt einen Pass zur Ausreise.
Bis zu seinem Tode am 14. Juli 1816 war Miranda in Cádiz interniert.